# 풍영정
풍영정(風詠亭)은 광주광역시 광산구에 있는 조선시대의 건축물이다. 1984년 2월 29일 광주광역시의 문화재자료 제4호로 지정되었다.

## 개요
풍영정은 조선시대 승문원판교를 지낸 김언거(1503∼1584)가 벼슬을 물러난 뒤 고향에 돌아와 지은 정자로 1948년에 후손들이 지붕을 수리하였다.
김언거는 중종 20년(1525) 과거시험에 합격하여 여러 관직을 거쳤으며，명종 15년(1560) 승문원판교를 끝으로 고향에 내려왔다. 풍영정에서 지내면서 김인후·이황 등의 이름 높은 유학자들과 교우하였다.
풍영정은 앞면 4칸·옆면 2칸 규모로 이루어져 있으며, 지붕은 옆면에서 볼 때 여덟 팔(八)자 모양인 팔작지붕이다. 정자 안쪽에는 이황·김인후 등이 지은 현판들과 한석봉이 쓴 '제일호산'이라는 현판이 걸려 있다.

## 참고 자료
- 풍영정 - 국가유산청 국가유산포털
- 풍영정 - 광주광역시 문화관광포털